# Kegeliger Risspilz
Der Kegelige Risspilz (Pseudosperma rimosum Syn.: Inocybe rimosa, I. fastigiata) ist eine Pilzart aus der Familie der Risspilzverwandten.

## Merkmale
Der Hut ist spitzkegelig oder hat einen abgerundeteren Scheitel. Vor allem bei jungen Exemplaren befinden sich am Rand vergängliche cortina-artige Velumreste. Außerdem ist der Hut radialrissig, hat einen Durchmesser von 2 bis 6 Zentimeter und ist sehr veränderlich strohocker, ockerbräunlich oder dunkler braun gefärbt. Die Lamellen weisen anfangs einen leichten Grauton auf und färben sich beim Reifen schmutzig olivbräunlich. Sie stehen gedrängt und sind ausgebuchtet angewachsen. Der Stiel ist weißlich bis bräunlich gefärbt und heller als der Hut. Seine Oberfläche ist faserig-flockig.
Der Geruch ist mehr oder weniger deutlich spermatisch. Der Geschmack ist unbedeutend. Das Sporenpulver ist braun. Die Sporen sind 10 bis 14 (selten bis 18) × 6,5 bis 8 Mikrometer groß, elliptisch-mandelförmig und glatt. Die Größe variiert stark. Die Cheilozystiden sind keulig, dünnwandig und besitzen keine Kristalle.

## Vorkommen
Der Kegelige Risspilz wächst in Laub- und Nadelwäldern sowie in Parkanlagen und an Wegrändern. Er ist häufig und von Juni bis Oktober zu finden.

## Giftigkeit
Der Pilz enthält Muscarin. Eine Vergiftung durch den Kegeligen Risspilz macht sich durch Schweißausbrüche und schwere Bauchkoliken bemerkbar. 

## Belege